# San Caio (titolo cardinalizio)
Il titolo cardinalizio di San Caio (Cajo) fu uno dei primi 25 titoli istituiti da papa Evaristo intorno al 112. Nella lista del sinodo romano del 499 era ancora presente, ma fu soppresso intorno al 600 da papa Gregorio I, che lo sostituì con quello dei Santi Quattro Coronati. La chiesa su cui insisteva il titolo è stata demolita alla fine del XIX secolo.

## Titolari
- Benedetto (494)
- Titolo soppresso intorno al 600